# Lysapsus caraya
Lysapsus caraya é uma espécie de anfíbio da família Hylidae. Endêmica do Brasil, onde pode ser encontrada nos estados do Mato Grosso e Goiás.